# 東幸会
1. 社会福祉法人東幸会
2. 特別養護老人ホームサンシャイン

社会福祉法人東幸会（とうこうかい）とは、青森県八戸市に本部を置く社会福祉法人。理事長は伊藤友子。

## 概要
1994年（平成6年）3月3日に設立された八戸市の社会福祉法人。八戸市内に複数の社会福祉施設を運営している。同法人は、障害者支援施設 東幸園、相談支援センター 東幸園、グループホーム東幸園 大久保の里 暖、グループホーム東幸園 大久保の里 笑、グループホーム東幸園 大久保の里 地域交流ホール、特別養護老人ホーム サンシャイン、小規模多機能ホーム サンシャインの施設がある。2018年7月に東幸園は「高齢者のゴミ出し支援」を開始した。
一方、同法人が運営する特別養護老人ホームサンシャイン（八戸市東白山台）において、職員が入所者への心理的虐待、身体的虐待、介護放棄が行い2023年（令和5年）に改善勧告がなされた。さらに、2024年（令和6年）には再度虐待事実が確認され、改善報告書の記載内容の「ユニット会議の実施（毎月）、入所者の心身状況の確認、入所者への介助や対応方法の平準化、PDCAサイクルを実施」を実施していないと公表された。同法人は令和6年に行政処分を受けた（後述）。

## 特別養護老人ホームサンシャインの不祥事
2024年、八戸市東白山台に位置する特別養護老人ホームサンシャイン（伊藤友子理事長兼施設長）で職員が施設入所者への虐待が報道された。

### 虐待内容
- 職員が入所者の腕をたたく[2]
- 職員が入所者を強引に介助し手首を痛める[2]
- 職員が入所者に暴言を吐く[2]
- 職員が入所者に威圧的態度をとる[2]
- 職員が入所者を介護放棄する（手の届かないところにナースコールを置く）[2][9]

### 経緯
- 2021年度から2022年度に職員が入所者に対して虐待
- 2023年2月：八戸市が7回目の通報を受ける[2]
- 2023年3月：八戸市が東幸会に改善を勧告[10]
- 2023年4月：八戸市が東幸会に虐待の再発防止体制整備を勧告[2]
- 2023年5月：東幸会が市に改善報告書を提出し受理[2]
  - 改善内容
    - 職員のユニット会議の実施
    - 入所者への虐待言動有無のセルフチェックの実施
    - 職員を対象にした定期面談
- 2023年11月：再度虐待通報が3回にわたり相次ぐ[10][2]
- 2023年12月 - 2024年2月：八戸市が施設長、職員、入所者へ聞き取り調査を4回実施[2]
  - 2023年5月に提出された改善報告書に記載した内容が一部未実施、介護放棄が発覚
- 2024年4月：八戸市が東幸会に対して介護保険法に基づく改善命令を発令[8][2][11]
- 2024年5月：東幸会が八戸市に改善報告書を提出[8]

### 行政処分
2024年8月9日に八戸市が東幸会に対して行政処分を発表した。

### 東幸会の対応
メディアの取材に対し、担当者不在を理由に回答を拒否した。